# Золотарник обыкновенный
Золота́рник обыкнове́нный, или Золота́я ро́зга (лат.  Solidágo virgáurea) — многолетнее травянистое растение; вид рода Золотарник семейства Астровые.

## Названия
Научное родовое название растения происходит от лат.  solidus — крепкий, здоровый, по его лекарственным свойствам, а видовое от лат. virga — прут и лат. aureus — золотистый (по окраске цветков в соцветии), то есть золотая ветка, что полностью соответствует тривиальному русскому названию — золотая розга.
Н. И. Анненков в Ботаническом словаре (1878) в статье о золотарнике обыкновенном приводит следующие простонародные и книжные названия, употреблявшиеся в разных местностях России с указанием места, где эти названия встречаются, и лиц, зафиксировавших эти названия в печати или письменно, а также существовавшие названия этого растения у разных народов, живших в России, и названия на немецком, французском и английском языках:
Solidago Virgaurea L. Фарм. назв. Virgaurea s. Consolida sarracenia (Hb.) Блошникъ (Могил.) Винокуръ (Нижег.) Воронецъ (Костр.) Грабки (Мог.) Желтоцвѣтъ (Костр.) Желтый цвѣтъ (Тв.) Желтуха (Олон.) Жетокругъ (Могил.) Жовтобрюхъ (Киев.) Желтушникъ-чаекъ (Тв. Ост. Пуп.) Живительная тр. (Перм. Леп.) Желѣзнянка боровая (Вят. Meyer.) Заячій пухъ (Уф.) Заячьи уши (Костр.) Звѣробой (Моск.) Боровой звѣробой. Золотая вѣтка (перев.) Золотое перо (Тв.) З о л о т а я  р о з г а (Собол. пер. но вошло въ употр. у торговцевъ травами). Золотарникъ (Дв.) Золотень (Сл. Церк.) Золоточникъ. Золотушникъ (Собол. Полт. Нов.) З о л о т у х а (Укр. Кал.) Костовязъ (Пет.) Краснуха (Пск.) Куница (Олон.) Кунникъ (Могил.) Листопадная (Волог.) Медовикъ (Кот. Сѣнн.) Перестрелъ (Гродн.) Полетуха (Могил.) Пустоцвѣтъ (Костр.) Пуховка (Вит.) Боровой пуховикъ (Влад.) Расходникъ (Вор.) Разстрѣльная (Ниж.) Розга (Мог. Пер.) Сумникъ (Минск.) Стрѣльникъ (Гродн.) Смертѣльникъ (Пск.) Судапоръ (Ворон.) Табака лѣсная (Грод.) Трава черная (Уф.) Угадникъ (Мог.) Глухая цыкорія. Дикая цыкорія (Минск.) Цвѣточникъ (Тул.) – Пол. Nawłoc. Glowienki czerwone. – Луж. Złotnička, Złotowy prut. Рач. Имер. Чичистави. — Эст. Woolmete rohi. — Фин. Keltainenkukka. — Нем. Gemeine Goldruthe. Goldens Wundkraut, Heidnisches Wundkraut, St. Petersstab, Magdhelle, Federkraut. — Франц. Verge d’or, Herbe  des Juifs, La Gerbe d’or, la Doree. — Англ. Golden-rod. Consound of Saracens. Употребл. при болѣзняхъ мочевыхъ органов и камнѣ въ почкахъ и пузырѣ, также при лѣченіи ранъ.
Словарь Даля содержит следующие синонимы этого растения: золотень, золотушник, костовяз, живительная, железнянка, золототысячник, чаек.

## Ботаническое описание

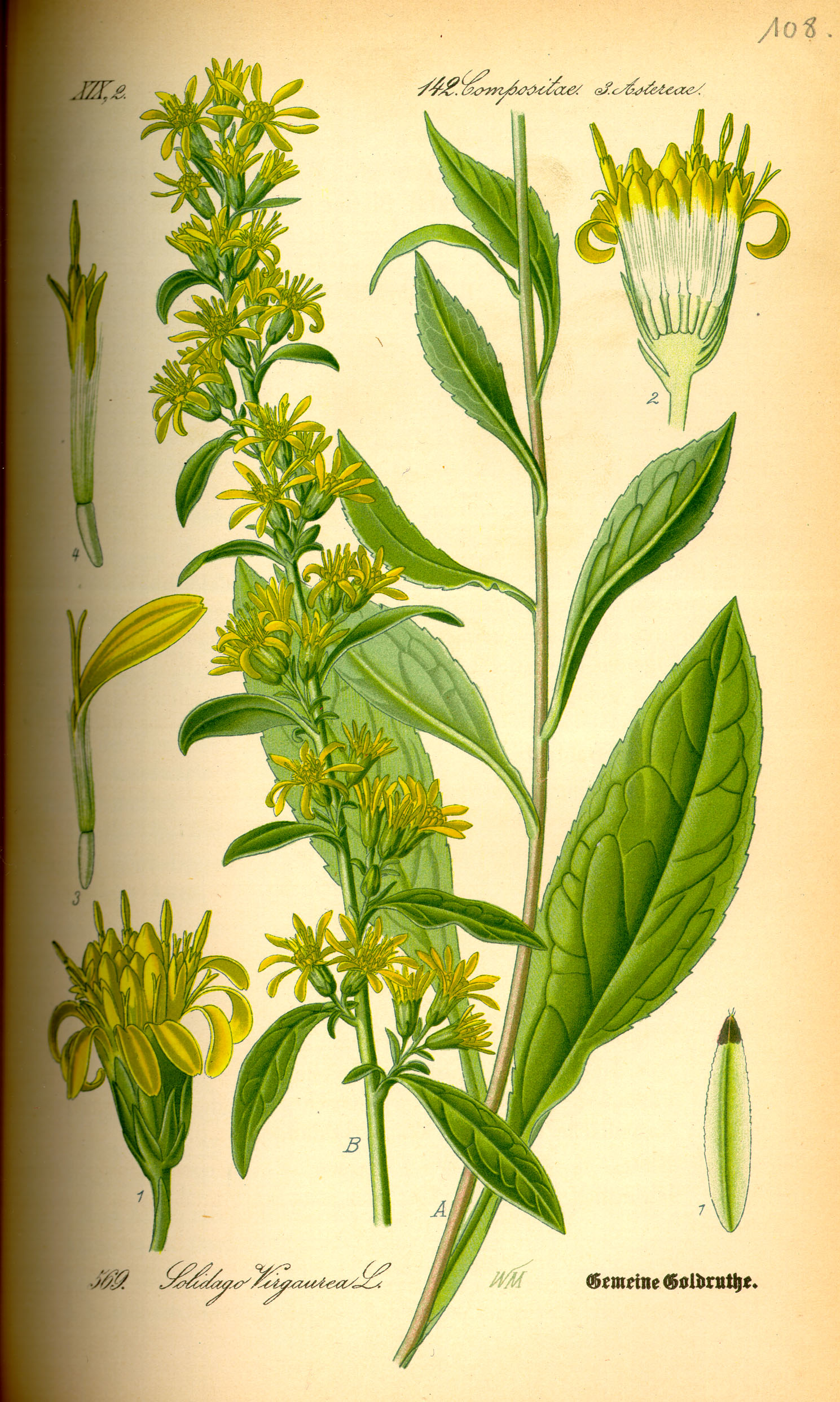
Ботаническая иллюстрация из книги О. В. Томе Flora von Deutschland, Österreich und der Schweiz, 1885

Многолетнее травянистое растение с коротким деревянистым стержневым корневищем.
Стебли прямостоячие, обычно неветвящиеся, облиственные, высотой 30—100 см, нередко красноватые.
Листья очередные, яйцевидные или эллиптические, заострённые, по краю пильчатые; прикорневые и нижние стеблевые листья сужены в крылатый черешок; средние и верхние — более мелкие и узкие сидячие. Листовые пластинки с несколькими парами почти одинаково развитых боковых жилок.
Все части растения опушены, но очень слабо, волоски едва заметны.
Цветки жёлтые, в мелких, диаметром 10—15 мм, многочисленных корзинках, собранных на верхушках стеблей в узкое прямостоячее кистевидное или метельчатое соцветие. Обёртка колокольчатая 5—8 мм длиной, 4—6-рядная, листочки обёртки острые, цельнокрайные, реснитчатые, самые наружные из них в три раза короче самых внутренних, средние листочки килеватые. Серединные цветки в корзинке трубчатые, буровато-жёлтые, краевые — ложноязычковые, жёлтые, с линейным трёхзубчатым отгибом 4—8 мм длиной.
Краевые пестичные цветки развиваются раньше обоеполых внутренних. Через несколько дней раскрываются обоеполые цветки, раньше всего наружные, ближе стоящие к язычковым; их пыльца благодаря изгибанию этих цветков может попасть на рыльце язычковых, и таким образом может произойти опыление.
Плоды — цилиндрические ребристые семянки 3—4 мм длиной, опушённые по всей поверхности, с буроватым хохолком 4—5 мм длиной.
Цветёт с мая до сентября, семянки созревают в июне — октябре.
Диплоидное число хромосом: 2n = 18, 40

## Распространение и экология
Европейско-западноазиатский вид. Общее распространение: Кавказ, Западная Сибирь, Скандинавия, Средняя и Атлантическая Европа, Средиземноморье, Малая Азия.
Встречается по всей Европейской России (кроме Крайнего Севера), на Кавказе и в Западной Сибири. В Восточной Сибири и на Дальнем Востоке замещается близкими видами — золотарником даурским (Solidago daurica Kitag.) и золотарником низбегающим (Solidago decurens Lour.), используемых в медицинских целях наравне с золотарником обыкновенным.
Растёт в светлых лесах, встречается по лесным опушкам, полянам, вырубкам, среди кустарников, на лугах, в придорожных насаждениях.
Селится в основном на проницаемых песчаных почвах.

## Способы размножения и распространения

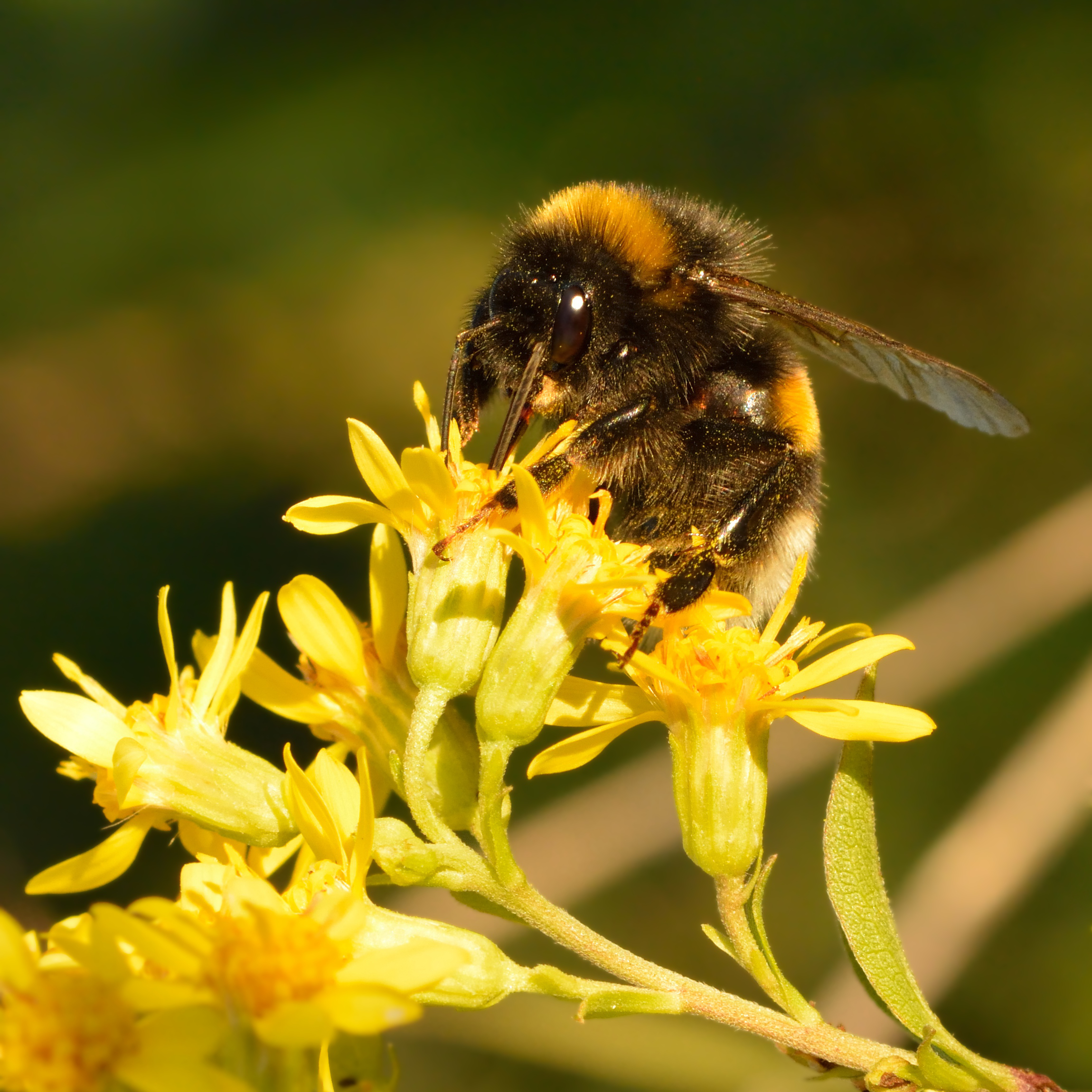
Шмель посещает соцветия

Опыляется пчёлами и бабочками. Одно растение приносит до 11 000 семянок. Вес 1000 штук 0,5 г, в одном килограмме 2 млн семянок.

## Химический состав
Трава золотарника обыкновенного содержит органические кислоты (хинную и др.), дитерпеноиды, тритерпеноиды, 2,4 % сапонинов (виргауресапонины), полиацетиленовые соединения, фенольные соединения, фенолкарбоновые кислоты и их производные (кофейную, хлорогеновую, гидроксикоричную), 0,09-0,12 % флавоноидов (рутин, кверцетин, кверцитрин, астрагалин, изокверцитрин, кемпферол, изорамнетин, нарциссин) кумарины (эскулетин, эскулин), фитоэкдизоны
В соцветиях содержатся углеводы и родственные соединения (полисахариды: галактоза, арабиноза, глюкоза, ксилоза, рамноза); в плодах — жирное масло.

## Значение и применение
Золотарник обыкновенный известен как хороший медонос и пергонос, особенно при небольших дождях. Нектароносная ткань расположена у основания завязи. Продуктивность нектара чистыми зарослями до 190 кг/га, по другим данным до 50 кг/га. Продуктивность сахара цветком 0,01 мг, растением 140 мг, сплошным произрастанием 16,8 мг. На одном цветоносном побеге 6366 цветков. Продуктивность пыльцы одним цветком 0,18 мг, растением 119,2 мг. На 100 соцветиях работали 75 медоносных пчёл. Отмечено 8 мух, 8 шмелей и 8 одиночных пчёл. Заполняя медовый зобик, медоносная пчела затратит 73 % нектара, собранного при одном фуражировочном вылете, на посещение 6250 цветков и полёт до улья и обратно. В улей пчела принесёт всего 17 мг. Мёд золотисто-жёлтый или красноватый, ароматный.
Хорошо поедается северным оленем (Rangifer tarandus).
Применялся в качестве дубильного и красильного растения, из травы и цветков которого извлекали жёлтую и коричневую краски.
В золотарнике обыкновенном обнаружены дитерпеноиды, обладающие антифидантной активностью против некоторых насекомых (Cooper-Driver, Gilbian, 1986)
Трава золотарника обыкновенного игнорируется домашними животными, хотя дикими как будто поедается. В некоторых источниках указывается токсичность растения. При поедании в большом количестве овцами не исключено их острое отравление, которое выражается в повышенной возбудимости (возможны паралич и смерть).

### Медицинское использование
Лекарственное сырьё
Аптечное наименование: трава золотой розги — Solidaginis herba (ранее: Herba Virgaureae).
С лечебной целью используют облиственные верхние части стеблей (траву) с соцветиями, которые собирают во время цветения. Запах травы слабоароматный, вкус горьковато-вяжущий, пряный.
Сушат сырьё в сухом и хорошо проветриваемом помещении. В некоторых источниках указывается, что лекарственным сырьём в народной медицине являются все части растения, собранные обычным способом: надземная часть во время бутонизации; корни — осенью; семена по мере созревания.
Фармакологические свойства
Золотарник обыкновенный обладает выраженным диуретическим, противоспалительным и антимикробным действием. Благодаря этим свойствам его широко применяют при хронических заболеваниях мочевого пузыря и почек, особенно часто — при мочекаменной болезни, при расстройствах мочевыделения у людей пожилого возраста (непроизвольное мочеиспускание или задержка мочи), гематурии, альбуминурии, гипертрофии предстательной железы. Завражнов и другие утверждают, что экспериментальное исследование флавоноидного комплекса золотарника обыкновенного выявило его выраженные гипоазотемические и диурические свойства. Назначение отвара травы золотарника больным почечнокаменной болезнью показало, что золотарник не обладает камнерастворяющим свойством, но повышает секреторно-экстреторную функцию почек, регулирует водно-солевой обмен и кислотно-щелочное равновесие. При этом повышается рН мочи и увеличивается фосфатурия, в то же время уменьшается и ликвидируется уратурия и оксалатурия. Эти данные подтверждают целесообразность назначения препаратов золотарника для лечения и профилактики уратных и оксалатных камней в почках.
Все части растения в эксперименте проявляют активность в отношении вирусов герпеса и гриппа.
Трава золотарника обыкновенного включена в Британскую травяную фармакопею как потогонное и антисептическое средство.
Применение
В народной медицине отвары и настои надземной части растения применяют как диуретическое, вяжущее, потогонное, отхаркивающее, гемостатическое, антисептическое, противовоспалительное, ранозаживляющее средство при болезнях почек и мочевого пузыря, асците, желчнокаменной болезни, бронхиальной астме, сахарном диабете, туберкулёзе лёгких, острых респираторных заболеваниях, ревматизме, подагре, артритах, диарее, энтерите, колите, меноррагии, белях, гипертрофии предстательной железы, остром ларингите, ангине, экземе. Экстракт рекомендован при отёках мозга. В Белоруссии — при туберкулёзе кожи. В Коми, на Кавказе, в Сибири — при скрофулёзе.
Подземная часть растения (спиртовая настойка) на Кавказе используется как ранозаживляющее средство.
Соцветия. В народной медицине в качестве порошка — ранозаживляющее. В Молдавии, Белоруссии (в смеси со сливками, свиным жиром или сливочным маслом — наружно) — при туберкулёзе кожи, дерматитах, ожогах, ревматизме, при белях. В Коми и Сибири (отвар) — при язвенном цистите, гепатите.
В смеси с другими растениями золотарник обыкновенный принимают при аденоме простаты, импотенции, частых поллюциях и хроническом простатите; наружно — при остром ларингите, экземе.
В болгарской народной медицине настои из золотарника обыкновенного рекомендуется как средство при хронических заболеваниях почек — при воспалительных процессах, камнях и песке в почках, альбумине в моче; назначается как диуретическое средство при нарушениях обмена мочевой кислоты, при ревматизме, подагре и при отёках. Наружно для лечения гнойных ран и фурункулов применяют кашицу из свежих листьев или порошка из сухих листьев, смешанных с небольшим качеством воды.
В китайской народной медицине семена золотарника применяют для разжижения крови и устранения вздутия кишечника. Используются также при ранениях, нарушениях менструального цикла, холере, диарее, появлении крови в моче у детей.
В Тибете надземная часть используется при неврастении и желтухе.
Золотарник обыкновенный очень популярен в Германии при лечении воспалительных урологических заболеваний, а также входит в состав лекарственных средств для лечения заболевания вен,
Фармацевтическими фирмами разработано значительное количество комплексных препаратов, в состав которых входит золотарник обыкновенный, в том числе Антипростин, Инконтурин, Простанорм, Простамед, Простафортон, Сабурген, Фитолизин, Фарма-мед® Мен’с формула простата форте, Цефасабаль, а также монопрепарат Цистум Солидаго.
В гомеопатии применяют эссенцию соцветий золотарника обыкновенного при нефритах, бронхиальной астме, артритах, диатезе, болезнях кожи.
Золотарник обыкновенный содержит ядовитые вещества, поэтому необходимо строго соблюдать дозировку его препаратов, а также не принимать при остром и хроническом гломерулонефритах и беременным женщинам.

### Использование в ветеринарии
В ветеринарной практике траву и цветки золотарника рекомендуют в качестве вяжущего средства при поносах, а отвар цветков — при воспалении мочевого пузыря. Свежие листья наружно применяют для лечения гнойных ран. Отвар травы применяют наружно при воспалении межкопытных щелей у овец.

## Классификация
Вид описан из Западной Европы («in Europae pascuis siccis»).
Полиморфный вид, представлен в пределах общего ареала несколькими подвидами, сильно варьирующими по форме листьев, по размеру корзинок и их количеству, по форме соцветия и экологической приуроченности. В среднерусских областях распространён типовой подвид.
Во Флоре Европейской части СССР описаны следующие подвиды золотарника обыкновенного:
- Solidago virgaurea subsp. virgaurea
- Solidago virgaurea subsp. taurica (Juz.) Tzvel. — Золотарник крымский.
- Solidago virgaurea subsp. stenophylla (G.E.Schultz) Tzvel. — Золотарник узколистый
- Solidago virgaurea subsp. lapponica (With.) Tzvel. — Золотарник лапландский
- Solidago virgaurea subsp. jailarum (Juz.) Tzvel. — Золотарник яйлинский
- Solidago virgaurea subsp. alpestris (Waldst. & Kit. ex Willd.) Reichenb. — Золотарник приальпийский

В современной классификации подвиды золотарника обыкновенного в качестве самостоятельных таксонов не выделяются.

### Таксономия[30]
Solidago virgaurea L. 1753, Sp. Pl.: 2: 880; Юзепчук, 1959, Фл. СССР, 25:34; McNeill, 1976. Fl. Europ. 4:110, p. max. p.; Цвелёв, 1994, во Фл. Европ. части СССР, 7:177. — Золотарник обыкновенный, Золотая розга.
Вид Золотарник обыкновенный  относится к роду Золотарник семейства Астровые (Asteraceae) порядка Астроцветные (Asterales). Кладограмма в соответствии с Системой APG IV по состоянию на июнь 2023 года:
|  |                                      |  |                                   |                                   |                    |  | ещё 10 семейств | ещё 10 семейств |                         |  |  |  | еще 127 подтвержденных видов и 157 таксонов, ожидающих подтверждения |
|  |                                      |  |                                   |                                   |                    |  | ещё 10 семейств | ещё 10 семейств |                         |  |  |  | еще 127 подтвержденных видов и 157 таксонов, ожидающих подтверждения |
|  |                                      |  |                                   | порядок Астроцветные              |                    |  |                 |                 | род Золотарник          |  |  |  |                                                                      |
|  |                                      |  |                                   | порядок Астроцветные              |                    |  |                 |                 | род Золотарник          |  |  |  |                                                                      |
|  | отдел Цветковые, или Покрытосеменные |  |                                   |                                   | семейство Астровые |  |                 |                 | Золотарник обыкновенный |  |  |  |                                                                      |
|  | отдел Цветковые, или Покрытосеменные |  |                                   |                                   | семейство Астровые |  |                 |                 |                         |  |  |  |                                                                      |
|  |                                      |  | ещё 63 порядка цветковых растений | ещё 63 порядка цветковых растений |                    |  |                 | ещё 1787 родов  | ещё 1787 родов          |  |  |  |                                                                      |
|  |                                      |  |                                   | ещё 63 порядка цветковых растений |                    |  |                 |                 | ещё 1787 родов          |  |  |  |                                                                      |

### Синонимы
- Solidago virgaurea subsp. armena  (Grossh.)  Greuter
- Solidago virgaurea subsp. asiatica  ([[Nakai ex Hara]]) [[ Kitam. ex Hara ]]
- Solidago virgaurea subsp. caucasica  (Kem.-Nath.)  Greuter
- Solidago virgaurea subsp. fallit-tirones  (Font Quer)  Rivas Mart., Fern.Gonz. & Sánchez Mata
- Solidago virgaurea subsp. gigantea  (Nakai)  Kitam.
- Solidago virgaurea subsp. jailarum  (Juz.)  Tzvelev
- Solidago virgaurea subsp. kurilensis  (Juz.)  Vorosch.
- Solidago virgaurea subsp. lapponica  (With.)  Tzvelev
- Solidago virgaurea subsp. minuta  (L.)  Arcang.
- Solidago virgaurea subsp. pineticola  Sennikov
- Solidago virgaurea subsp. talyschensis  (Tzvelev) Sennikov
- Solidago virgaurea subsp. taurica  (Juz.)  Tzvelev
- Solidago virgaurea subsp. turfosa  (Woronow ex Grossh.)  Greuter
- Solidago virgaurea subsp. virgaurea
- Solidago virgaurea var. insularis  (Kitam.)  Hara